# Генрих VII Рейсс-Кёстрицский
Ге́нрих VII Рейсс-Кёстрицский (нем. Heinrich VII. Reuß zu Köstritz; 14 июля 1825, Клипхаузен — 2 мая 1906, Требшен) — германский дипломат из княжеского рода Рейссов младшей линии.

## Биография
Генрих VII родился в 1825 году в семье принца Генриха LXIII Рейсс-Кёстрицского. Был пятым ребёнком и третьим сыном.
В 1845—1848 годах изучал правоведение в Рупрехт-Карлском университете в Гейдельберге и в Университете Гумбольдта в Берлине. После этого вступил в 8-й уланский полк. В 1853 году поступил на дипломатическую службу.
С 1854 по 1863 годы работал советником прусской дипломатической миссии в Париже, после этого — посланник Королевства Пруссия в Касселе; позже переведен в Мюнхен.
26 апреля 1871 года был назначен кайзером Вильгельмом I первым послом созданной Германской империи в Санкт-Петербурге.
С 1873 по 1876 годы служил генерал-адъютантом при Вильгельме I, пока в 1876 году не женился на принцессе Марии Саксен-Веймар-Эйзенахской. В том же году стал членом верхней палаты ландтага Пруссии.
В 1877 году назначен первым имперским послом в Константинополь, где открыл великолепное здание посольства Германской империи (теперь — германское главное консульство в Стамбуле), которое он устроил по собственному усмотрению. Уже через год он был отправлен германским послом в Вену. Это было его последним заграничным делом. После этого принц Генрих VII Ройсс отправился жить в замок Требшен (теперь — Тшебехов), где и скончался в 1906 году.

## Семья
Генрих VII женился 6 февраля 1876 года на принцессе Марии Саксен-Веймар-Эйзенахской, дочери великого герцога Карла Александра Саксен-Веймар-Эйзенахского.
Дети:
- Генрих XXXII (1878—1935)
- Генрих XXXIII (1879—1942)
- Иоганна (1882—1883)
- София-Рената (1884—1968) — замужем за принцем Генрихом XXXIV Рейсс-Кёстрицским (1887—1956)
- Генрих XXXV (1887—1936)